# Chrysochlorina flavescens
Chrysochlorina flavescens är en tvåvingeart som först beskrevs av James 1937.  Chrysochlorina flavescens ingår i släktet Chrysochlorina och familjen vapenflugor. Inga underarter finns listade i Catalogue of Life.